# Gambier (núi lửa)
Núi lửa Gambier (tiếng Anh: Mount Gambier) là một phức hợp maar ở Nam Úc, bao gồm bốn miệng núi lửa chứa nước với tên gọi là hồ Blue, hồ Valley, hồ Leg of Mutton và hồ Brownes. 
Đây là một trong các núi lửa trẻ nhất nước Úc với tuổi ước chừng trong khoảng từ hơn 28.000 năm đến dưới 4.300 năm. Theo kết quả nghiên cứu năm 2010 dựa theo phương pháp định tuổi bằng cacbon phóng xạ trên thớ gỗ tìm thấy trong hồ Blue cho biết tuổi núi lửa khoảng gần 6.000 năm. Người ta cho rằng núi Gambier hình thành bởi một chùm manti có thể nằm ngoài khơi với tên gọi là điểm nóng Đông Úc.
Đại uý Hải quân Anh James Grant nhìn thấy núi lửa này vào ngày 3 tháng 12 năm 1800 từ tàu khảo sát hai buồm HMS Lady Nelson và đặt tên núi theo họ của Lord James Gambier - Đô đốc Hải quân Anh.
Trong số bốn hồ nước tại khu phức hợp maar này thì hiện chỉ còn hai. Hồ Leg of Mutton ("hồ chân cừu", đặt tên theo dạng đường bờ của hồ) đã khô cạn hoàn toàn vào thập niên 1960. Hồ Brownes trải qua số phận tương tự vào cuối thập niên 1980. Hai hồ còn lại đều khá cạn bởi gương nước đã suy giảm sau nhiều năm bị con người khai thác để tưới tiêu.
Thành phố Mount Gambier, Nam Úc nằm bao quanh một phần khu phức hợp maar này.